# Lütte Bermecke
Die Lütte Bermecke ist ein 1,6 km langer, orografisch rechter Nebenfluss der Bermecke im nordrhein-westfälischen Warstein, Deutschland. 

## Geographie
Der Bach entspringt an der Nordflanke des Brandenbergs auf einer Höhe von 465 m ü. NN. In überwiegend nördliche Richtungen abfließend mündet sie nach einem 1,6 km langen Weg rechtsseitig in die Bermecke. Bei einem Höhenunterschied von 92 Metern zwischen Quelle und Mündung beträgt das mittlere Sohlgefälle 57,5 ‰. Das etwa 1,92 km² große Einzugsgebiet wird über Bermecke, Lottmannshardbach, Heve, Möhne, Ruhr und Rhein zur Nordsee entwässert.
Bei der Gewässerstationierung NRW wird der Unterlauf der Lütten Bermecke entgegen der Deutschen Grundkarte der Heve zugerechnet. Der 412 Meter lange Abschnitt zwischen den Stationierungskilometern 20,041 und 20,453 der Heve ist somit der Lütten Bermecke zuzurechnen. Addiert man diesen Abschnitt mit der Länge von 1,188 km für die Gewässerkennziffer 2762612 so ergibt sich eine Länge von 1,6 km.